# Dead Space (2008)
Dead Space is een derdepersoon-survival horror-actie-spel, ontwikkeld door EA Redwood Shores voor de PlayStation 3, Xbox 360 en Windows.

## Verhaal
Het spel speelt zich af in de verre toekomst en draait om een systeemingenieur genaamd Isaac Clarke. Zijn team dat verder bestaat uit computertechnicus Kendra Daniels en beveiligingsofficier Zach Hammond en nog enkele bemanningsleden van hun schip genaamd USG Kellion, gaan af op een noodsignaal uitgezonden door een mijnschip genaamd USG Ishimura. Na een noodlanding van hun schip gaat het team aan boord van de Ishimura. Daar blijkt dat vrijwel de gehele bemanning is uitgemoord door buitenaardse wezens genaamd Necromorphs. Deze Necromorphs zijn een combinatie van zowel lijken als vooralsnog levende mensen geïnfecteerd door een parasietachtig wezen van de Necromorphs dat de 'Infector' heet. Deze Infectors pakken hun slachtoffer vast en steken hun scherpe naaldachtige tong door het hoofd van het slachtoffer en injecteren zo het virus waarna kort de slachtoffers veranderen in afgrijselijke gemuteerde hondsdolle zombies genaamd 'Slashers'. Deze 'Slashers' worden van mens naar zombie getransformeerd waarbij scherpe mesachtige botten uit de handen scheuren en de buik openscheurt waarbij kleine klauwen uitkomen. Isaacs missie is om de bron van deze Necromorphs te onderzoeken en om een mogelijkheid te vinden om van het mijnschip af te komen.

## Gameplay
De speler neemt in het spel de rol aan van Isaac Clarke (genoemd naar de sciencefictionschrijvers Isaac Asimov en Arthur C. Clarke). Het spel bevat een derdepersoonsperspectief gelijk aan spellen als Resident Evil 4 en Gears of War. Het scherm heeft geen traditionele Head-up display. In plaats daarvan krijgt de speler informatie via holografische projecties, die boven Isaacs wapens en pantser verschijnen. Het spel heeft een winkel waar de speler nieuwe wapens kan kopen en gevonden items kan downloaden en opslaan in een inventaris. geregeld krijgt de speler een 'Bench' waarmee de speler wapens en RIG kan upgraden door middel van 'Power Nodes'
De levels in Dead Space kennen gebieden zonder zwaartekracht of zuurstof. Ook bezoekt de speler de buitenkant van het schip. Vliegend puin is hier een extra hindernis, evenals het gevaar dat Isaac de ruimte in zweeft. Isaacs pak heeft een beperkte zuurstofvoorraad als hij zich in een omgeving zonder lucht bevindt. Tevens beschikt Isaac over 'gravity boots' waarmee hij in zwaartekrachtloze plaatsen van oppervlak naar oppervlak kan springen.
Omdat Isaac een systeemingenieur is en geen soldaat, bestaat zijn arsenaal grotendeels uit geïmproviseerde wapens gemaakt van mijngereedschap, bijvoorbeeld: de plasma cutter. Dit gereedschap wordt gebruikt om mineralen uit te graven. Toch is er één militair wapen, namelijk: de pulse rifle. Dit aanvalsgeweer wordt gebruikt door veiligheidsagenten op de USG Ishimura en de USM Valor
De Necromorphs kunnen niet gewoon worden doodgeschoten. Afhankelijk van hoe Isaac ze verwondt, kunnen ze een nieuwe technieken gaan gebruiken, zo is er de 'Hunter'. Deze necromorph is gemaakt door de gestoorde dokter Challus Mercer en is niet verslaanbaar met vuurwapens. Hunters kunnen alleen vernietigd worden door ze volledig te vernietigen. Zo moet Isaac de ene Hunter verslaan door hem in een kamer op te sluiten en hem invriezen met vloeibare stikstof, en de andere Hunter neerschieten achter een shuttle, hem vertragen met stasis terwijl hij regenereert, en de raketmotor van de shuttle starten terwijl de hunter er nog achter is. Gelukkig zijn er slechts (voorlopig) twee hunters. Om bepaalde Necromorphs te verslaan moet Isaac specifieke lichaamsdelen van ze vernietigen.

## Ontwikkeling
Electronic Arts kondigde Dead Space voor het eerst aan in september 2007. Het spel werd ontwikkeld in hun studio in Redwood Shores, die eerder de spellen The Godfather en The Simpsons Game maakte. Volgens producer Glen Schofield was het doel van EA om nu een duisterder en enger spel te maken dan voorheen. Het team dat aan het spel werkte bestudeerde veel horrorfilms om inspiratie op te doen. Om de lijken er realistischer uit te laten zien, bestudeerde het team foto’s van slachtoffers van verkeersongelukken.

## Marketing
Electronic Arts en Image Comics kondigden samen aan dat een stripserie gebaseerd op het spel zou worden uitgebracht in 2008. Deze serie werd getekend door Ben Templesmith en geschreven door Antony Johnston.. De strip vormt een prequel op het spel.
Op 28 oktober 2008 verscheen de animatiefilm Dead Space: Downfall, eveneens een prequel op het spel.
EA bracht een Ultra Limited Edition van het spel uit, waarvan maar 1000 exemplaren bestaan. Deze bevatten het spel, de animatiefilm, een bonus-dvd, en de strip.
De Italiaanse regisseur Dario Argento, bekend van horrorfilms, sprak de stem van het personage Doctor Terrence Kyne in voor de Italiaanse versie van het spel.
Op 22 augustus 2008 lanceerde EA de website No Known Survivors, waar bezoekers een kijkje kunnen nemen in het fictieve universum van Dead Space.

## Ontvangst
De recensies van Dead Space waren positief. Xbox World 360 gaf de Xbox 360-versie een score van 91 uit 100 punten. PlayStation World gaf het spel 9/10 en een PSW Gold Award. In februari 2009 maakte Electronic Arts bekend dat het spel een miljoen keer was verkocht.
Het spel is over het algemeen erg positief ontvangen:
| Beoordeeld door          | Platform      | Datum            | Score |
| ------------------------ | ------------- | ---------------- | ----- |
| Extreme Gamer            | Xbox 360      | 30 oktober 2008  | 96%   |
| Da Gameboyz              | Xbox 360      | oktober 2008     | 92%   |
| Hooked Gamers            | Xbox 360      | 22 oktober 2008  | 90%   |
| GameSpot                 | Xbox 360      | 13 oktober 2008  | 90%   |
| GamersHell.com           | Xbox 360      | 19 november 2008 | 90%   |
| Peliplaneetta.net        | PlayStation 3 | 5 november 2008  | 90%   |
| GBase - The Gamer's Base | Xbox 360      | 14 november 2008 | 90%   |
| Daily Game               | Xbox 360      | 14 oktober 2008  | 88%   |
| PC Gameplay (Benelux)    | Windows       | november 2008    | 88%   |
| Games Radar              | Windows       | 20 oktober 2008  | 80%   |

## Trivia
- Het spel is opgenomen in het boek 1001 Video Games You Must Play Before You Die van Tony Mott.